# Kozje
Kozje (em alemão:  Drachenburg) é um município da Eslovênia. A sede do município fica na localidade de mesmo nome.